# John Jairo Alvarado
John Jairo Alvarado Maxwell (Ciudad de Panamá, Panamá; 7 de noviembre de 2001) es un futbolista panameño que juega como delantero en la Alianza FC de la Primera División de Panamá.

## Trayectoria

### Alianza FC
Se formó en las categorías inferiores del Alianza FC. Con el segundo equipo fue campeón del Torneo Apertura 2021 Liga Prom y campeón de la conferencia este de dicho torneo, fue subcampeón de la conferencia este en el Torneo Clausura 2021 Liga Prom y campeón de la Superfinal de Liga Prom 2021. Su debut profesional con el primer equipo en la Primera División de Panamá fue el 17 de abril de 2021 en la derrota 2 a 3 contra Herrera FC en el Estadio Javier Cruz en donde fue titular y jugó todo el partido. En el Torneo Apertura 2021 jugó 3 partidos, en el Torneo Clausura 2021 jugó 14 partidos llegando hasta semifinales, salió campeón del Torneo Apertura 2022 en donde jugó 19 partidos y anotó 2 goles, en la Liga Concacaf 2022 jugó 2 partidos quedándose en los octavos de final, en el Torneo Clausura 2022 jugó 14 partidos y anotó 1 gol, en el Torneo Apertura 2023 jugó 12 partidos y anotó 2 goles.

### UCV FC
El 11 de julio de 2023 fue anunciado como nuevo jugador del UCV FC de la Primera División de Venezuela. Su debut con el club fue el 15 de julio de 2023 en la victoria 5 a 0 contra el Zamora FC en el Estadio Olímpico de la UCV en donde fue suplente y entró al minuto 69 por Joel Infante. Anotó su primer gol con el club el 11 de agosto de 2023 en el empate 1 a 1 contra el Angostura FC en el Estadio Ricardo Tulio Maya. En la Primera División de Venezuela 2023 jugó 11 partidos y anotó 1 gol.

## Selección nacional

### Categorías inferiores
El 30 de mayo de 2022, fue llamado por Jorge Dely Valdés para la selección sub-23 de Panamá para disputar el Torneo Maurice Revello de 2023 celebrado en Francia. Salió campeón de dicho torneo en donde jugó 3 partidos.

### Selección absoluta
Su debut con la selección absoluta fue el 11 de junio de 2022 en la derrota 5 a 0 contra Uruguay en un partido amistoso en el Estadio Centenario en Uruguay en donde fue suplente y entró al minuto 77 por Ronaldo Córdoba.

### Participaciones en selección nacional
| Copa                        | Categoría | Sede    | Resultado | Partidos | Goles |
| --------------------------- | --------- | ------- | --------- | -------- | ----- |
| Torneo Maurice Revello 2023 | Sub-23    | Francia | Campeón   | 3        | 0     |

## Clubes
| Club       | País      | Año         |
| ---------- | --------- | ----------- |
| Alianza FC | Panamá    | 2021 - 2023 |
| UCV FC     | Venezuela | 2023 - act. |
| Alianza FC | Panamá    | 2025 - act. |

## Palmarés

### Títulos nacionales
| Título                     | Club          | País   | Año    |
| -------------------------- | ------------- | ------ | ------ |
| Conferencia Este           | Alianza FC II | Panamá | 2021-A |
| Liga Prom                  | Alianza FC II | Panamá | 2021-A |
| Superfinal de la Liga Prom | Alianza FC II | Panamá | 2021   |
| Primera División           | Alianza FC    | Panamá | 2022-A |